# Holoarctia marinae
Holoarctia marinae är en fjärilsart som beskrevs av Vladimir V. Dubatolov 1985. Holoarctia marinae ingår i släktet Holoarctia och familjen björnspinnare. Inga underarter finns listade i Catalogue of Life.